# جری هال
جری هال (انگلیسی: Jerry Hall؛ زادهٔ ۲ ژوئیهٔ ۱۹۵۶) یک مانکن (فرد) اهل ایالات متحده آمریکا است.
از فیلم‌ها یا برنامه‌های تلویزیونی که وی در آن نقش داشته است می‌توان به بتمن اشاره کرد.